# Anaticola tadornae
Anaticola tadornae är en insektsart som först beskrevs av Henry Denny 1842.  Anaticola tadornae ingår i släktet Anaticola, och familjen fjäderlöss. Arten är reproducerande i Sverige.